# Мутаи, Джеффри
Джеффри Кипроно Мутаи — кенийский легкоатлет, который специализируется в марафоне.

## Биография
Родился в деревне Мумберес, провинция Рифт-Валли. В семье был первым из 9 детей. Заниматься бегом начал в 1994 году, когда учился в школе. В эти годы он выступал на соревнованиях за свою школу на дистанции 10 000 метров. В 1998 году окончил начальную школу. В 2000 году он переехал в город Тимбороа и там начал специализироваться в беге на 3000 метров с препятствиями. В 2002 году он был включён в состав юниорской сборной Кении для участия в чемпионате мира в Кингстоне. Однако он не смог там выступить, так как у него не оказалось свидетельства о рождении. В 2007 году он дебютировал на марафонской дистанции. Это был марафон в Элдорете, на котором он занял 2-е место. Здесь же он познакомился со спортивным специалистом из Нидерландлов Жераром Ван де Вейном, который стал его менеджером. В 2008 году Жерар организовал для Мутаи поездку на марафон в Монако, который он выиграл с результатом 2:12.40. В этом же году стал победителем Эйндховенского марафона, показав время 2:07.50. Бронзовый призёр чемпионата Африки 2010 года на дистанции 10 000 метров с результатом 27.33,83. Чемпион мира по кроссу 2011 года в командном первенстве. В 2011 году выиграл Бостонский марафон с результатом 2:03.02 — это было выше мирового достижения, но рекорд не был ратифицирован из-за того, что трасса марафона имеет недопустимые перепады высот. Победитель мировой серии World Marathon Majors 2012 года. 22 июня 2013 года стал чемпионом Кении в беге на 10 000 метров — 27.55,3.
2 ноября 2014 года занял 5-е место на Нью-Йоркском марафоне — 2:13.44.
Женат, имеет дочь, которая родилась в январе 2009 года.

## Достижения
- 2009:  Эйндховенский марафон — 2:07.01
- 2010:  Полумарафон Дели — 59.38
- 2010:  Рас-эль-Хаймский полумарафон — 59.43
- 2010:  Роттердамский марафон 2010 года — 2:04.55
- 2010:  Берлинский марафон — 2:05.10
- 2011:  Бостонский марафон — 2:03.02
- 2011:  Боготинский полумарафон — 1:02.20
- 2011:  Нью-Йоркский марафон — 2:05.06
- 2012:  Берлинский марафон — 2:04.15
- 2013:  Рас-эль-Хаймский полумарафон — 58.58
- 2013:  Полумарафон Рио-де-Жанейро — 59.57
- 2013:  Полумарафон Удине — 59.06
- 2013:  Нью-Йоркский марафон — 2:08.24
- 2014:  Нью-Йоркский полумарафон — 1:00.50